# Astride N'Gouan
Astride N'Gouan (n. 9 iulie 1991, Saint-Denis⁠(d), Île-de-France, Franța) este o handbalistă franceză care joacă pentru clubul Metz Handball și echipa națională a Franței. Handbalista a făcut parte din echipa Franței care a câștigat medalia de aur la Campionatul Mondial din 2017.

## Palmares

### Club
- Cupa Cupelor EHF:
  - Finalistă: 2013

- Cupa Challenge EHF:
  - Finalistă: 2014

- Campionatul Franței:
  - Finalistă: 2012, 2014

- Cupa Franței:
  - Finalistă: 2014

- Cupa Ligii Franței:
  -  Câștigătoare: 2013

### Echipa națională
- Campionatul Mondial:
  -  Medalie de aur: 2017

- Campionatul European:
  -  Medalie de aur: 2018
  -  Medalie de bronz: 2016